# Ратина-Фјора (Бјела)
Ратина-Фјора је насеље у Италији у округу Бијела, региону Пијемонт.
Према процени из 2011. у насељу је живело 81 становника. Насеље се налази на надморској висини од 297 м.